# Fuchsova prstasta kukavica
Fuchsova prstasta kukavica (znanstveno ime Dactylorhiza fuchsii) je cvetlica iz družine kukavičevk.

## Opis
Ta vrsta kukavic zraste med 15 in 60 cm v višino in ima zalo različne barve cvetov, ki obsegajo vse odtenke od bele do škrlatne s škrlatnimi pikami. Spodnji cvetni list je pri fuchsovi prstasti kukavici deljen in ima izrazit srednji del. Cveti od junija do avgusta. Listi so suličasti in imajo pogosto temne pike. Korenine so zelo površinske in so rjave barve

## Podvrste
- Dactylorhiza fuchsii subsp. carpatica (Batoušek & Kreutz) Kreutz
- Dactylorhiza fuchsii subsp. fuchsii (Razširjena od Evrope do Sibirije in Mongolije)
- Dactylorhiza fuchsii subsp. hebridensis (Wilmott) Soó (Velika Britanija in Irska)
- Dactylorhiza fuchsii subsp. okellyi (Druce) Soó (Velika Britanija in Irska)
- Dactylorhiza fuchsii subsp. psychrophila (Schltr.) Holub (Od Evrope do Sibirije)
- Dactylorhiza fuchsii subsp. sooiana (Borsos) Borsos (Slovaška, Madžarska)

## Vir
- World Checklist of Monocotyledons, Kew Botanical Gardens[mrtva povezava]

## Galerija
- Dactylorhiza fuchsii
- Dactylorhiza fuchsii bližnji posnetek
- Dactylorhiza fuchsii subsp. okellyi
- Dactylorhiza fuchsii subsp. hebridensis
- Dactylorhiza fuchsii subsp. hebridensis
- Dactylorhiza × venusta
(D. fuchsii × purpurella)
- Dactylorhiza × braunii
(D. fuchsii × majalis)